# Уотт, Джеймс (дипломат)
Джеймс Уилфрид Уотт (англ. James Wilfrid Watt, род. 05.11.1951) — британский дипломат, ныне в отставке. Посол Великобритании в Ливане (2003—2006), Иордании (2006—2011), Египте (2011—2014).
Учился в оксфордском Королевском колледже.
С 1977 года на дипломатической службе, свою карьеру начал в департаменте торговых отношений и экспорта. В 1978-80 гг. учился арабскому языку. В 1980-3 гг. политический секретарь в Абу-Даби. В 1983-5 гг. сотрудник департамента Мексики и Центральной Америки Форин-офиса. В 1985-9 гг. первый секретарь британской миссии при ООН в Нью-Йорке. В 1989—1992 гг. пом. или зам. (по разным источникам) рук-ля департамента ООН Форин-офис и глава группы по правам человека.
В 1992-6 гг. замглавы миссии в Иордании (в ранге советника).
В 1996-8 гг. заместитель Верховного комиссара в Пакистане с одновременными полномочиями по Афганистану, где тогда не назначался британский посол.
В 1998-9 гг. учился в SOAS Лондонского ун-та, изучал Ирак.
В 2000—2003 гг. директор консульских служб Форин-офиса.
Женат, дети.
CVO (1997).